# Globster

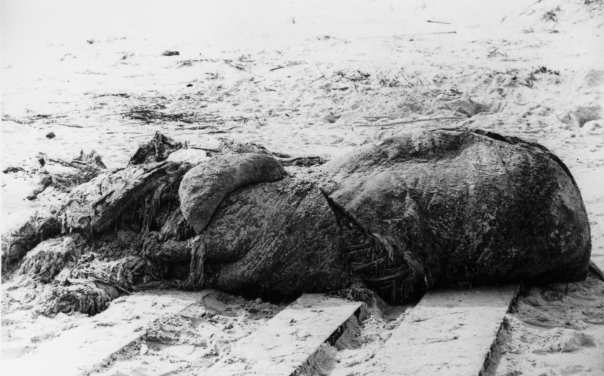
Le "Monstre de St.Augustine", échoué en 1896 près de St Augustine, en Floride.

Un globster (néologisme et anglicisme dérivant de glob, amas de substance informe, et monster, un monstre) est un amas de matière organique non identifiée qu'on retrouve échoué sur les côtes.
Il fut utilisé pour la première fois par Ivan T. Sanderson pour décrire une carcasse trouvée en Tasmanie en 1960 qui n'avait ni yeux, ni tête, ni structure osseuse apparente. Un globster diffère d'autre cadavres échoués par le fait qu'ils soient difficile à identifier, du moins par un observateur non aguerri, et créent le plus souvent des controverses quant à leur nature.